# Partido Progresista (Estados Unidos, 1924)
El Partido Progresista (en inglés: Progressive Party) fue un partido político estadounidense creado como vehículo para que Robert M. La Follette, Sr. se postulara para presidente en las elecciones de 1924. No presentó candidatos para otros cargos y desapareció después de las elecciones. El partido defendía posiciones progresistas como la propiedad gubernamental de los ferrocarriles y los servicios eléctricos, crédito barato para los agricultores, la proscripción del trabajo infantil, leyes más fuertes para ayudar a los sindicatos, más protección de las libertades civiles, el fin del imperialismo estadounidense en América Latina y la convocatoria de un referéndum antes de que cualquier presidente pudiera llevar a la nación a la guerra.
Después de ganar las elecciones al Senado de los Estados Unidos en 1905, La Follette se había convertido en líder de los progresistas. Buscó la nominación presidencial republicana en la elección de 1912, pero muchos de sus patrocinadores pasaron a apoyar a Theodore Roosevelt después de que el expresidente entró en la carrera. La Follette se negó a unirse al Partido Progresista de Roosevelt, y ese partido colapsó después de 1916. Sin embargo, los progresistas siguieron siendo una fuerza poderosa dentro de los dos partidos principales. En 1924, La Follette y sus seguidores crearon su propio Partido Progresista que desafió a los candidatos conservadores del partido principal, Calvin Coolidge del Partido Republicano y John W. Davis del Partido Demócrata.
El Partido Progresista estaba compuesto por partidarios de La Follette, que se distinguían de los partidarios de Roosevelt por tener una perspectiva generalmente más agraria, populista y del medio oeste, en oposición a la urbana, elitista y oriental perspectiva de Roosevelt. El partido celebró una convención nacional en julio de 1924 que nominó a La Follette para presidente, y este luego seleccionó al senador demócrata Burton K. Wheeler de Montana como su compañero de fórmula. La fórmula gozó del apoyo de muchos agricultores y trabajadores y fue respaldada por el Partido Socialista de América y la Federación Estadounidense del Trabajo.
En las elecciones de 1924, el partido ganó sólo el estado natal de La Follette, Wisconsin. La Follette ganó un 16,6% del voto popular nacional y obtuvo apoyo en muchos condados en el Medio Oeste y el Oeste con gran presencia de germanoestadounidenses o movimientos sindicales fuertes. El porcentaje de votos del partido representa uno de los mejores desempeños de un tercer partido en la historia de las elecciones presidenciales. Después de las elecciones, La Follette continuó sirviendo como senador republicano hasta su muerte en 1925. Después de su muerte, la familia de La Follette fundó el Partido Progresista de Wisconsin y dominó brevemente la política de Wisconsin, hasta 1946.